# همپتون (ویرجینیا)
همپتون (به انگلیسی: Hampton) شهری در ایالت ویرجینیا کشور ایالات متحده آمریکا است که جمعیت آن در سرشماری سال ۲۰۱۰ میلادی، ۱۳۷٬۴۳۶ نفر بوده‌است.